# فرودگاه نکاسپ
فرودگاه نکاسپ (به انگلیسی: Nakusp Airport) یک فرودگاه همگانی است که یک باند فرود آسفالت دارد و طول باند آن ۹۱۴ متر است. این فرودگاه در کشور کانادا قرار دارد و در ارتفاع ۵۱۵ متری از سطح دریا واقع شده‌است.